# Борычев, Алексей Леонтьевич
Бо́рычев Алексе́й Лео́нтьевич (род. 25 мая 1973, Москва, СССР) — русский поэт, физик, редактор, кандидат технических наук.

## Биография
Алексей Борычев родился 25 мая 1973 года в Москве. Отец Леонтий Леонтьевич — инженер-строитель, мать Валентина Матвеевна (в девичестве Колесникова) — инженер-экономист.
В 1990 году, сразу после окончания средней общеобразовательной школы, Борычев поступил в МГТУ имени Баумана и с отличием окончил его в 1997 году, получив специальность оптика-разработчика лазерных и оптоэлектронных приборов и систем.

### Научная деятельность
После окончания университета два года работал в институте общей физики РАН (ИОФ РАН), затем преподавал общую физику и философские концепции естествознания в московских ВУЗах. Параллельно занимался изучением свойств лазерных световых пучков, преобразуемых различными оптическими системами.
В 2006 году окончил аспирантуру, а в 2007 году успешно защитил диссертацию на соискание учёной степени кандидат технических наук по специальности «Математическое моделирование, численные методы и комплексы программ» на тему «Математическое моделирование преобразования лазерного излучения, сформированного плоским резонатором, оптическими системами».
Было исследовано влияние волновых и хроматических аберраций оптических элементов афокальных систем, уменьшающих расходимость лагерровского пучка излучения, формируемого плоским резонатором Фабри-Перо, на геометрию этого пучка. На основе скалярной теории дифракции были предложены аналитические методы расчета геометрии пучков, формируемых плоскими резонаторами и прошедших оптические системы. Борычевым был впервые разработан алгоритм расчёта параметров оптической системы для уменьшения расходимости вынужденного излучения с учётом аберраций линз и минимизации влияния аберраций на расходимость лазерного пучка.
Борычев — автор двадцати научных публикаций (статьи в журналах, пять из которых опубликованы на английском языке в журнале Measurement Techniques (Великобритания), тезисы докладов на международных конференциях), постоянный автор журнала «Измерительная техника».

### Творчество
Первые стихи — небольшое пейзажное стихотворение — Борычев написал в двадцать лет.
Как поэт Борычев начал печататься с 2004 года. Для поэзии Борычева характерна новизна тем в сочетании с устоявшимися классическими формами регулярного стиха. Тексты часто абстрактны, философичны, автор смело сочетает архаизмы с научной лексикой.
Борычев — автор девяти поэтических книг.
С 2009 по 2011 год являлся редактором отдела поэзии журнала «Новая литература», до 2019 года — член литературного экспертного совета журнала «Северо-Муйские огни», с 2007 года по 2014 год включительно — постоянный автор журнала «Юность». С 2014 года постоянный автор журнала «Смена».
Стихи публиковались в периодике России, Украины, Белоруссии, Казахстана, Узбекистана, Молдовы, Германии, США, Канады, Финляндии, Израиля, Австралии — во множестве печатных (бумажных) изданий.
Борычев — автор более 300 печатных бумажных поэтических публикаций:
- В журналах «Новая Юность», «Нева», «Крещатик» (Германия), «Юность», «Смена», «Зинзивер», «Аврора», «Наш современник», «День и ночь», «Мы», «Кольцо „А“», «Московский вестник», «Журнал ПОэтов», «Волга — XXI век», «Студия» (Германия — Россия), «Север», «Дальний Восток», «Второй Петербург», «Нива» (Казахстан), «Простор» (Казахстан), «Звезда Востока» (Узбекистан), «Байкал», «Сура», «Луч», «Южная звезда», «Дарьял», «Аргамак», «Русский писатель», «Невский альманах», «Невечерний свет», «Нижний Новгород», «Русское эхо», «Время и место» (США), «Слово-Word» (США), «EDITA» (Германия), «Новый Свет», Канада (Торонто), «Новая Немига литературная» (Белоруссия), «Иные берега Vieraat Rannat» (Финляндия), «Окна» (Германия), «ЛАВА» (Украина), «Мозаика» (Финляндия), «Вестник российской литературы», «Берега», «Ковчег», «Интеллигент. New York 2014», «Литературный меридиан», «Слово Забайкалья», «Наше поколение» (Кишинёв), «Русский свет» (Финляндия), «Жемчужина» (Австралия), «Союз писателей», «Голос эпохи», «Вокзал», «Зарубежные задворки» (Германия), «ЛитОгранка», «Северо-Муйские огни», «Перископ» (Волгоград), «Хортица» (Украина) и др.
- В альманахах «Истоки», «День поэзии. 21 век», «Информпространство», «Витражи» (Австралия), «Новый енисейский литератор», «Муза», «Сияние Лиры», «Останкино», «Каштановый дом» (Украина, Киев), «Литературный оверлок» (Москва, Химки) и др.
- В газетах «Литературная газета», «День литературы», «Российский писатель», «Культура», «Московский литератор», «Парадный подъезд», «Интеллигент. Москва» и др.

Публиковался также в нескольких коллективных сборниках, во множестве антологий, среди которых:
- «Антология русской литературы XXI века», 2020, Волгоград; «Непобедима Русь Святая, том 3», 2012, Москва

«Антология журнала „Истоки“, 2005—2015», (Красноярск, 2015)
- «Священная война», Волгоград, 2021
- «Мастера поэзии и прозы», антология, 2020
- Волгоград[5]

В интернете Борычев представлен многочисленными публикациями в электронных журналах: «Сетевая Словесность», «Топос», «Кстати» (США), «Litcentr» (Украина), «Лексикон» (США), «Вечерний гондольер», «МЕГАЛИТ», «Поэзия. ру», «45 Параллель», «Новая литература», «Подлинник», «Лиterra», «Точка. Зрения», «Гостиная» (США), «Наша Улица» (Москва), «Зарубежные задворки» (Германия), «Кругозор» (США), «Русский глобус», «Грани эпохи», «Журнал литературной критики и словесности», «Красный Серафим», «Русский свет», «Сакансайт», «Arifis», «Романтическая коллекция», «Печальные небеса», «Арт-этюд», «Литературная губерния», «Кулуаръ», «Путник», «Великоросс», «Белый мамонт», «Русское поле», «Порт-фолио», «Мастерская», «Новый Карфаген», «Евград», «Экзистенция», «Релга», «Литкультпривет», «Литературный Башкортостан», «Город Пэ», «Стражник», «Русская жизнь», «Квартал поэзии», «Артбухта», «Парус», «Белая Скала», «Фабрика литературы» и множестве других.
Борычев — член Союза писателей России.
Некоторые стихи Борычева переводились на украинский и финский языки; переводы опубликованы в периодике этих стран.
Стихотворение «Акварель» («Акварельный рисунок» («Художник акварелью рисовал…»)) из книги стихотворений «Солнечные слёзы» Борычева включено в 2016 году в учебник по русскому языку для учащихся общеобразовательных школ.

### Награды и премии
- Лауреат премии В. К. Арсеньева (журнал «Литературный меридиан») за 2013 год в номинации «Поэзия»[7]
- Лауреат премии журнала «Зинзивер» за 2016 год в номинации «Поэзия»[8]
- Лауреат литературного конкурса «Дебют года — 2014» в номинации «Поэзия» Международного Союза писателей «Новый Современник»[9]
- Лауреат «Международного литературно-музыкального фестиваля „Звезда Рождества — 2016“», (Запорожские отделения КЛУ и МСПУ)[10]
- Финалист международного конкурса поэтического журнала «Окна» (Германия) (2012)
- Финалист международного конкурса «Эмигрантская лира» в номинации «Поэзия» (Бельгия, Льеж) (2013)[11]
- Финалист конкурса программы «Вечерние стихи» на звание «Лучший поэт 2013 года» (газета «Вечерняя Москва»)[12]
- Финалист 12-го Международного литературного конкурса «Вся Королевская Рать» 2015 года (ВКР-12) в номинации «Поэзия» Международного Союза писателей «Новый Современник»[13]
- Финалист литературного конкурса журнала «Свиток» (Германия, Детмольд) (2012)[14]
- Медаль «А. С. Грибоедов» (СП РФ)
- Медаль «55 лет московской городской писательской организации» (СП РФ)
- Диплом «За верное служение отечественной литературе» (СП РФ)

### Цитаты
- «Среди множества новых имён имя Алексея Борычева интересно прежде всего тем, что молодой поэт пытается бесстрашно одолеть новые реалии 21 века: его цивилизационный хаос вместе с обломками великой традиции, из которых Алексей также пытается выстроить корабль своей поэзии…» — Лариса Баранова-Гонченко, статс-секретарь правления Союза писателей России, заслуженный работник культуры РФ, литературный критик[3].
- «Алексей Борычев имеет ярко выраженный музыкальный слух. Его стихи в основном сентиментальны и красивы. И то и другое радует, поскольку и то и другое редкость в стволовом потоке „мужественных“ строф и иронических аллюзий современной поэзии, чаще всего агрессивной и до тошноты социально — ангажированной. Что особенно подкупает в стихах Борычева — так это то, что он без смущения даёт пространство душе, соблюдает мягкость, нежность обстоятельной внутренней жизни. Его стихи—отдых среди нынешнего шинноколесного дня русской поэзии.» — Борис Левит-Броун[15].

## Список публикаций

### Основные научные публикации
- «Прохождение пучков лазерного излучения через различные оптические системы» В сб. тезисы докладов XXXI Международной молодёжной научной конференции «Гагаринские чтения», М.: 2005 г.
- «Преобразование пучка лазерного излучения, сформированного плоским оптическим резонатором, оптическими системами» в сб. Научных трудов XXXII Международной молодёжной научной конференции «Гагаринские чтения», М.:2006 г.
- «Методика расчета расходимости на выходе афокальных оптических систем с учётом аберраций». «Измерительная техника», М.: Научно-технический журнал, № 10, 2006 г.
- «Применение дифракционного интеграла Кирхгофа к расчету полей, преобразованных линзами». Сборник «Научные труды „МАТИ“-РГТУ им. К. Э. Циолковского», М.: МАТИ, т.10, 2006 г.
- «Погрешности оптического фурье-преобразования, геометрия лазерного пучка на выходе оптической системы». В сб. «Материалы Всероссийской научно-технической конференции „Новые материалы и технологии“» (НМТ-2006), М.: 2006 г.
- «Исследование погрешностей оптических преобразователей изображения профиля поверхности». «Измерительная техника», М.: Научно-технический журнал, № 12, 2006 г.
- «Влияние волновых аберраций на геометрию лазерного пучка, преобразованного оптической системой». Сборник «Научные труды „МАТИ“-РГТУ им. К. Э. Циолковского», М.: МАТИ, т. 11, 2006 г.
- «Аберрационный расчет афокальных оптических систем, уменьшающих расходимость гауссовых пучков». Сборник «Научные труды „МАТИ“-РГТУ им. К. Э. Циолковского», М.: МАТИ, т. 11, 2006 г.
- «Синтез оптических систем, уменьшающих расходимость излучения, сформированного плоским оптическим резонатором». В сб. тезисы докладов XXXIII Международной молодёжной научной конференции «Гагаринские чтения», М.: 2007 г.
- «Влияние параметров лазера на расходимость излучения, сформированного плоским оптическим резонатором и преобразованного оптической системой». В сб. тезисы докладов XXXIII Международной молодёжной научной конференции «Гагаринские чтения», М.: 2007 г.
- «Математическое моделирование преобразования излучения, сформированного плоским резонатором, афокальной оптической системой, с учётом волновых аберраций линз». Сборник «Научные труды „МАТИ“-РГТУ им. К. Э. Циолковского», М.: МАТИ. т. 12, 2007 г.
- «Математическое моделирование преобразования лазерного излучения системой линз вблизи оптической оси». Сборник «Научные труды „МАТИ“-РГТУ им. К. Э. Циолковского», М.: МАТИ. т. 12, 2007 г.
- «Математическое моделирование преобразования излучения, сформированного плоским резонатором, оптической системой в параксиальном приближении». «Измерительная техника», М.: Научно-технический журнал, № 11, 2007 г.
- «Влияние параметров лазера на геометрические характеристики пучка, преобразованного оптической системой». «Измерительная техника», М.: Научно-технический журнал, № 1, 2008 г.
- «Синтез оптических систем, уменьшающих расходимость лазерного пучка, при условии полной минимизации аберраций». «Измерительная техника», М.: Научно-технический журнал, № 4, 2008 г.

### Основные публикации стихов на бумажных носителях

#### Журналы
- «Нева», (№ 12, 2012), Санкт-Петербург[16]
- «Новая Юность», (№ 2 (131), 2016; № 5 (134), 2016; № 4(139), 2017), Москва
- «Смена», (№ 6, 2014; № 5, 2016; № 9, 2017; № 6, 2018; № 11, 2019; № 5, 2020; № 11, 2021; № 12, 2022), Москва
- «Крещатик», (№ 4(78), 2017), Германия
- «Юность», (№ 6, 2007; № 2, 2009; № 9, 2010; № 11, 2011; № 5, 2013; № 6, 2014), Москва
- «Зинзивер», (№ 5 (85), 2016; № 9 (89), 2016), Санкт-Петербург
- «Аврора», (№ 2, 2013), Санкт-Петербург
- «Московский вестник», (май-июнь, 2006), Москва
- «Наш современник», (№ 11, 2012), Москва
- «День и ночь», (№ 3, 2019), Красноярск
- «Мы», (№(1-2), 2015), Москва
- "Кольцо «А», (№ 73, 2014), Москва
- «Студия», (№ 18-№ 19, 2014), Германия — Россия
- «Голос эпохи», (№ 2, 2014; № 4, 2016), Москва
- «Журнал ПОэтов», (№ 4, 2013), Москва
- «Невский альманах», (№ 6 (73), 2013), Санкт-Петербург
- «Второй Петербург», (№ 18, 2013), Санкт-Петербург
- «Невечерний свет», (№ 3, 2013), Санкт-Петербург
- «Вокзал», (№ 3, 2012), Санкт-Петербург
- «Север», (№(7-8), 2015), Петрозаводск
- «Дальний Восток», (№ 6, 2018), Хабаровск
- «Байкал», (№ 5, 2013), Улан-Удэ
- «Дон новый», (№ 3 — № 4, 2014), Ростов-на-Дону
- «Волга — XXI век», (№(3-4), 2014; №(1-2), 2015; №(1-2), 2016; №(11-12), 2016; №(9-10), 2017; №(1-2), 2019; №(1-2), 2020), Саратов
- «Ковчег», (№ 41, 2013), Ростов-на-Дону
- «Луч», (№(7-8), 2016), Ижевск[17]
- «Сура», (№ 5, 2013: № 4, 2018), Пенза
- «Нива», (№ 2, 2013; № 4, 2014), Казахстан (Астана)
- «Простор», (№ 9, 2016), Казахстан (Алматы)
- «Звезда Востока», (№ 6, 2016), Узбекистан (Ташкент)
- «Дарьял», (№ 4, 2017; № 5, 2018; № 4, 2020), Северная Осетия-Алания (Владикавказ)
- «Приокские зори», (№ 3, 2016), Тула
- «Нижний Новгород», (№ 5(16), 2017), Нижний Новгород
- «Новая Немига литературная», (№ 4, 2015), Белоруссия (Минск)
- «Южная звезда», (№ 2, 2013; № 4, 2014; № 4, 2015; № 4, 2016; № 3(68), 2018; № 2(75), 2020), Ставрополь
- «Аргамак», (№ 1, 2013), Казань — Набережные челны
- «Слово Забайкалья», (№ 1 (26), 2014), Чита
- «Берега», (№ 4, 2014) Калининград
- «Вестник российской литературы», (№ 15-16, 2009), Магнитогорск
- «Окна», (№ 4, 2011; № 4, 2012), Германия (Ганновер)
- «Лава», (№ 8, 2011; № 10, 2012), Украина (Харьков)
- «Союз писателей», (№ 2, 2012; № 3, 2012; № 5, 2012; № 6, 2012; № 7, 2012; № 8-9, 2012; № 10, 2012), Новокузнецк
- «Литературный меридиан», (№ 5, 2012; № 10, 2012; № 11, 2012; № 3, 2013; № 5, 2013; № 9, 2013; № 12, 2013; № 3, 2014; № 7 2014; № 10, 2014; № 2-3, 2015), Владивосток (Арсеньев)
- «Семь искусств», (№ 5, 2012; № 1, 2013)
- «Эдита», (№ 49(3), 2012; № 50(4), 2012; № 51(1), 2013; № 54(4), 2013; № 55(1), 2014; № 56(2), 2014), Германия (Мюнстер)
- «ЛитОгранка», (№ 5, 2012), Новокузнецк
- «Интеллигент. Избранное», (№ 2, 2013), Костомукша
- «Наше поколение», (№ 2, 2013; № 8, 2013; № 8, 2014), Молдова (Кишинёв)
- «Жемчужина», (№ 54, 2013; № 57, 2014; № 65, 2016; № 68, 2016), Австралия (Брисбен)
- «Время и место», (№ 3, 2012), США (Нью-Йорк)
- «Слово-Word», (№ 92, 2016; № 99, 2018), США (Нью-Йорк)
- «Русский писатель», (№ 9, 2013), СПб-Тихвин
- «Северо-Муйские огни», (№ 42, 2013; № 1(43), 2014; № 3(45), 2014; № 5(47), 2014; № 1(48), 2015; № 3(50), 2015; № 4(51), 2015; № 5(52), 2015; № 1(53), 2016; № 4(56), 2016; № 3(61), 2017; № 4(62), 2017; № 3(67), 2018; № 4(68), 2018; № 5(69), 2018; № 6(70), 2018; № 1(71), 2019; № 4(74), 2019; № 5(75), 2019), Северомуйск
- «Za-Za» («Зарубежные задворки»), (№ 7, 2014), Германия
- «Пять стихий», (№ 1, 2014), Украина (Донецк)
- «Интеллигент. New York», (№ 4, 2014), Костомукша
- «Русский свет», (№ 2, 2013; № 2, 2014; № 3, 2014; № 4, 2014), Финляндия (Тампере)
- «Истоки», (№(22-23), 2014), Красноярск
- «Новый Карфаген», (№ 9), Краснодар
- «Кантовский сборник», (№ 4 (38), 2011), Калининград
- «Мир животных», (№ 5-6 (74-75), 2014), Белоруссия (Гомель)
- «Доля», (№ 1-2 (48-49), 2014), Симферополь
- «Новый Свет», (№ 2, 2014; № 4, 2015), Канада (Торонто)
- «Иртышъ-Омь», (№ 1 (15-16), 2015; № (3-4), 2015), Омск
- «Метаморфозы», (№ 2(8), 2015; № 3(9), 2015), Белоруссия (Гомель)
- «Меценат и мир», (№ (57-90), 2015), (Рязань)
- «Українське слово і сучасність», (№ 9(13), 2015), Украина (Киев)
- «Хортица», (№ 5, 2015), Украина (Запорожье)
- «Иные берега Vieraat Rannat», (№ 1(20), 2016), Финляндия (Хельсинки)
- «Мозаика», (билингва), (№ 7(109), 2015), Финляндия (Ювяскюля)
- «Мозаика-Саво», (билингва), (№ 1(23), 2016), Финляндия (Савонлинна)
- «Мозаика-Южная Карелия», (билингва), (№ 4(17), 2016), Финляндия (Иматра)
- «Мозаика-Хельсинки», (билингва), (№ 4(28), 2016), Финляндия (Хельсинки)
- «Огни над Бией», (№ 37, 2016), Бийск
- «Крым», (№ 2(46), 2017), Симферополь
- «Иван-да-Марья», (№ 8(32), 2017), Чебоксары
- «Русское эхо», (№ 10(129), 2017; № 3(138), 2019), Самара
- «Симбирскъ», (№ 11(53), 2017), Ульяновск
- «Литературная Ингушетия», (№ 1, 2018), Ингушетия (Назрань)
- «Звонница», (№ 29, 2018), Белгород
- «МЕГАЛОГ», (№(7-8), (2017—2018)), Пятигорск
- «Перископ», (№ 1(2), 2019; № 2(5), 2020; № 2(7), 2021), Волгоград
- «Александръ», (№ 11(38), 2019; № 12(39), 2019), Мичуринск
- «Литра № 4», (№ 4, 2022), Санкт-Петербург

#### Антологии, альманахи, учебники и коллективные сборники
- «Истоки», (Москва, 2010, вып. 4)
- «День поэзии XXI век», (Москва, 2011)
- «Информпространство», (Москва, 2015, вып. 190)
- «Муза», (Москва, 2012, вып.20)
- «Каштановый дом», (Украина (Киев), 2019, вып.11)
- «Витражи», (Австралия (Мельбурн), 2016, вып. 8)
- «Тарские ворота», (Омск, 2015—2016, вып.5)
- «Новый енисейский литератор», (Красноярск, 2013, вып.3 (37))
- «Саксагань», (Украина (Кривой Рог), 2014, вып. 1-2 (87-88))
- «Башня», (Оренбург, 2013, вып.1)
- «Арина», (Н.Новгород, 2014, вып.24)
- «Сияние Лиры», (Москва, 2011—2013, вып. 21-24, 27)
- «Жарки сибирские», (Новосибирск, 2011, вып. 4, 5)
- «Материк», (Германия (Мюнстер), 2014, вып. 1)
- «Останкино», (Москва, 2011, вып.1)
- «Менестрель», (Омск, 2015, вып.4)
- «Жемчужница», сборник литературы для детей, (Москва, 2012)
- «Православная лира», сборник, (Москва, 2013)
- «Поэзия делает землю красивой», (Санкт-Петербург, 2014)
- «Кольчугинская осень», (Ленинск-Кузнецкий, 2018, вып.6)
- «Крылья», (Луганск, 2018, вып.12)
- «Непобедима Русь Святая, том 3», антология ЛИТО «Строгино», (Москва, 2012)
- «Антология журнала „Истоки“, 2005—2015», (Красноярск, 2015)
- «Звезда Рождества», коллективный сборник, (Украина (Днепр), 2015—2019; вып.3, вып.5, вып.6)
- «Квітка щастя», УДК 821.161.2, ББК 84(4УКР)6, сборник стихов А. Крыловца, перевод стихотворения «Очнуться далёкой планетой» Алексея Борычева на украинский язык, (Украина (Хмельницкий), 2014)
- «Ялос 2015», сборник, (Ялта, 2015—2016)
- «Сибирский Парнас», (Новосибирск, 2017, вып.3(4))
- «Образ», (Кемерово, Ленинск-Кузнецкий, 2017, вып.4(16))
- «Таряне», (Тара, 2018, вып.6)
- «Литературный оверлок», (Москва, Химки, 2019, вып.4)
- «Русский язык, 8 класс», учебник, ISBN 978-966-11-0715-0, Т. М. Полякова, Е. И. Самонова. — Киев : Генеза, 2016. — 256 с.[18]
- «Сборник. Голос Эпохи. Итоговый. 2010—2020 года», 2020, Москва[19]
- «Мастера поэзии и прозы», антология, 2020, Волгоград[5]
- «Натура», сборник литературных произведений, 2021, Волгоград
- «Поэтические верификации», сборник литературных произведений, Волгоград, 2021
- «Десантники из 21-го», сборник литературных произведений, Волгоград, 2021
- «Священная война», антология, Волгоград, 2021
- «Царицын», литературный альманах, Волгоград, вып. 1, 2021
- «Дневник сердца», сборник рассказов и стихов о любви, 2021, Волгоград
- «Антология русской литературы XXI века», 2020, Волгоград

#### Газеты
- «Российский писатель», (февраль, 2006; апрель-май, 2009), Москва
- «День литературы», (май, 2006; сентябрь 2007), Москва
- «Литературная газета»[20]
- «Московский литератор» (август, 2005), Москва
- «Парадный подъезд» (60, 2013; 63, 2014), Санкт-Петербург
- «Литературный Крым» (январь, 1(441), 2016), Симферополь
- «Авиационный технолог» (январь (1), 2005), Москва
- «Культура» (декабрь, 2010), Москва
- «Интеллигент. Москва», (сентябрь, 2011; ноябрь 2011; лето, 2013; № 2(24), 2014), Костомукша
- «Связист Башкортостана», (февраль, 2012), Уфа
- «Литературная газета + курьер культуры», (18 февраля, № 3-4(27-28), 2016), Севастополь
- «Святой Покров», (август, 8(218), 2017), Чебоксары

#### Энциклопедии
- Энциклопедия авторов литературно-художественного и общественно-политического журнала «Берега, Калининград»,[21]

### Книги Алексея Борычева
1. Иду на восток: кн. стихотворений / Алексей Борычев. — М.: «Webmastera.ru» 2004 г. — 243 с. — 200 экз. — ISBN 5-901948-03-3
2. Снежное полнолуние: кн. стихотворений / Алексей Борычев. — М.: «Новый центр» 2006 г. — 159 с. — 500 экз. — ISBN 5-89117-166-X
3. Стихотворения. Романсы. Сонеты: Стихотворения / Алексей Борычев; — М.: «Цифровичок», 2007. — 69 с. — 200 экз.
4. Солнечные слезы: кн. стихотворений / Алексей Борычев. — М.: «Новый центр» 2008 г. — 127 с. — 500 экз. — ISBN 978-5-89117-200-5
5. Лепет: Стихотворения / Алексей Борычев; — М.: «Цифровичок», 2008. — 30 с. — 200 экз.
6. Сонеты: кн. стихотворений / Алексей Борычев. — М.: «Новый центр» 2008 г. — 63 с. — 1000 экз. — ISBN 978-5-89117-201-2
7. Порабощение: Стихотворения / Алексей Борычев; — М.: «Цифровичок», 2008. — 40 с. — 200 экз.
8. Вдыхая звёздные ветра: кн. стихотворений / Алексей Борычев. — М.: «Буки Веди» 2013 г. — 205 с. — 300 экз. — ISBN 978-5-4465-0292-9
9. За первой Вселенной…: кн. стихотворений / Алексей Борычев. — М.: «Буки Веди» 2014 г. — 236 с. — 300 экз. — ISBN 978-5-4465-0338-4
10. Многомерное многообразие: Научная монография / Алексей Борычев. — М.: журнал «ТОПОС», 2020 г. (версия электронного журнала «ТОПОС», см. ссылки)

## Основные ссылки
- Алексей Борычев в журнале «Сетевая Словесность» Архивная копия от 22 марта 2018 на Wayback Machine
- Наиболее полная библиография бумажных и сетевых публикаций Алексея Борычева Архивная копия от 21 декабря 2019 на Wayback Machine
- Алексей Борычев в журнале «Нева» Архивная копия от 8 августа 2014 на Wayback Machine
- Алексей Борычев в журнале «Зинзивер» Архивная копия от 29 сентября 2017 на Wayback Machine
- Алексей Борычев в журнале «Студия» Архивная копия от 13 апреля 2015 на Wayback Machine
- Алексей Борычев в журнале «Смена» Архивная копия от 15 октября 2017 на Wayback Machine
- Алексей Борычев в журнале «Юность» Архивная копия от 19 апреля 2015 на Wayback Machine
- Алексей Борычев в журнале «Аврора» Архивная копия от 3 марта 2019 на Wayback Machine
- Алексей Борычев в журнале «Кольцо А» Архивная копия от 26 июля 2021 на Wayback Machine
- Алексей Борычев в сетевом журнале «Топос» Архивная копия от 29 марта 2016 на Wayback Machine.
- Алексей Борычев в «Журнальном зале»
- Алексей Борычев в «Читальном зале» Архивная копия от 17 сентября 2016 на Wayback Machine.
- Алексей Борычев на «МЕГАЛИТЕ» Архивная копия от 25 июля 2014 на Wayback Machine.
- Алексей Борычев на «ЛитБуке» Архивная копия от 14 июля 2014 на Wayback Machine.
- Алексей Борычев в «Журнальном мире» Архивная копия от 26 июля 2021 на Wayback Machine.
- Алексей Борычев в журнале «Простор» Архивная копия от 9 октября 2016 на Wayback Machine
- интервью Алексея Борычева литературному журналу «Парус» Архивная копия от 24 ноября 2019 на Wayback Machine
- интервью Алексея Борычева интерактивному поэтическому журналу «Клубочек»
- Алексей Борычев в сетевом журнале «Поэзия. ру» Архивная копия от 26 ноября 2015 на Wayback Machine.
- Алексей Борычев на «45 пареллели» Архивная копия от 14 июля 2014 на Wayback Machine.
- публикации на портале журнала «Новая литература» Архивная копия от 14 июля 2014 на Wayback Machine
- публикации в журнале «Вечерний гондольер» Архивная копия от 14 июля 2014 на Wayback Machine
- Алексей Борычев в сетевом портале «Семь искусств» Архивная копия от 14 июля 2014 на Wayback Machine
- Алексей Борычев в сетевом журнале «Гостиная» Архивная копия от 14 июля 2014 на Wayback Machine
- Алексей Борычев на сетевом портале «Русское поле» Архивная копия от 14 июля 2014 на Wayback Machine
- Алексей Борычев в сетевом портале «Подлинник 2»
- Алексей Борычев в альманахе «Каштановый дом» Архивная копия от 30 октября 2019 на Wayback Machine